# Dave O'Brien
Dave O'Brien, pseudonimo di  David Poole Fronabarger (Big Spring, 31 maggio 1912 – Isola di Santa Catalina, 8 novembre 1969), è stato un attore, regista e commediografo statunitense.

## Biografia
Artista versatile, Dave O'Brien esordì nel cinema nel ruolo di cantante e ballerino con il film Jennie Gerhardt (1933), dopo aver lavorato in teatro.
Agli inizi della carriera interpretò ruoli tormentati, fra cui quello del tossicodipendente nel film Reefer Madness (1936). In quello stesso anno sposò l'attrice Dorothy Short, dalla quale ebbe due figlie, e dalla quale divorziò nel 1954.
Durante gli anni quaranta ottenne una grande successo interpretando numerosi film western, realizzati da case di produzione minori. Per le sue frequenti apparizioni accanto a Tex Ritter, apparve spesso nei titoli di testa con il nome di Tex O'Brien.
Dal 1946 lavorò spesso per la televisione, diventando molto popolare tra i bambini per il suo ruolo di pasticcione, e si dedicò alla scrittura di commedie, distinguendosi per la sua inventiva.
Dave O'Brien morì improvvisamente per un attacco cardiaco l'8 novembre 1969, all'età di 57 anni.

## Filmografia

### Attore

#### Cinema
- Consolation Marriage, regia di Paul Sloane (1931)
- College Coach, regia di William A. Wellman (1933)
- Reefer Madness, regia di Louis J. Gasnier (1936)
- Notti di terrore (The Devil Bat), regia di Jean Yarbrough (1940)
- Double Trouble, regia di William West (1941)
- A mezzanotte corre il terrore (Bowery at Midnight), regia di Wallace Fox (1941)
- Murder by Invitation, regia di Phil Rosen (1941)
- Tahiti Nights, regia di Lillie Hayward (1944)
- The Man Who Walked Alone, regia di Christy Cabanne (1945)
- Tennessee Champ, regia di Fred M. Wilcox (1954)
- The Kettles in the Ozarks, regia di Charles Lamont (1956)

#### Televisione
- Climax! – serie TV, episodio 1x08 (1954)

### Regista

#### Cortometraggi
- Bowling Tricks (1948)